# Karl Michael Marx
Karl Michael Marx (* 2. Januar 1794 in Karlsruhe als Meier Marx; † 6. Dezember 1864 in Braunschweig) war ein deutscher Naturwissenschaftler. Er war Professor der Physik und Chemie in Braunschweig.

## Leben
Karl Michael Marx war der Sohn eines jüdischen Antiquars in Karlsruhe. Ursprünglich trug er den Vornamen Meier, auch Meyer, doch wann er sich evangelisch taufen ließ und die Vornamen Carl Michael annahm, steht nicht fest. Seine Eltern konvertierten 1819 und im selben Jahr wohl er selbst, sein Bruder Karl Friedrich Heinrich Marx und möglicherweise auch Daniel Raphael Marx, der als Buchhändler und Verleger viele der Arbeiten seiner beiden Brüder verlegte.
Für die Lösung einer Preisfrage erhielt Meier Marx Ende 1813 das Doktordiplom der Philosophie. 1814 war er Privatdozent an der Universität Heidelberg, 1815 bis 1817 Lehrer an der Pestalozzischen Anstalt in Yverdon, 1817 bis 1819 am Lyzeum in Karlsruhe und 1819 bis 1823 an der Unterrichts- und Erziehungsanstalt von Heinrich Dittmar und Friedrich von Hermann in Nürnberg. Obwohl er über viele Jahre Schriften und Aufsätze zur Klassischen Philologie und zu pädagogischen Fragen veröffentlichte, gehörte sein Interesse immer auch den Naturwissenschaften. Von 1824 bis 1847 war er Professor für Physik und allgemeine Chemie am Collegium Carolinum. In Braunschweig heiratete er die Pianistin Caroline Hasenbalg. 1835 wurde er zum Hofrat ernannt, ehe er wegen einer fast vollständigen Lähmung 1848 frühpensioniert wurde. Dieselbe Quelle vermerkt, dass Marx von 1823 bis 1831 74 Aufsätze über mineralogische, physikalische und chemische Probleme veröffentlichte. Tatsächlich dürfte die Gesamtzahl seiner Publikationen aus der Zeit vor Braunschweig und bis in die Mitte der 1840er-Jahre um ein Vielfaches höher gelegen haben.
1827 konstruierte er eine Turmalinzange, die den einfachsten Polarisationsapparat darstellt.
1831 vermutete er, dass die Brownsche Bewegung vom umgebenden Wasser herrührt.
1837 wurde er zum auswärtigen Mitglied der Göttinger Akademie der Wissenschaften gewählt.

### Zwischenfall während der Hep-Hep-Krawalle 1819
Als Lehrer am Lyceum in Karlsruhe, noch unter seinem Namen Meier Marx tätig, wurde er während der Hep-Hep-Krawalle im August 1819 von einem Gardeoffizier namens Saint-Ange verbal und tätlich angegriffen, als er sich in den Räumen des Gesellschaftsvereins Museum aufhielt. Selbst Zeitungen der christlichen Mehrheitsgesellschaft berichteten von diesem Angriff auf einen achtungswerthen Israeliten. In einem Brief an seine Schwester Rahel Varnhagen  berichtete Ludwig Robert über diesen Vorfall. An einem Punkt bleibt der Brief jedoch undeutlich, ob nämlich nach dem Vorfall entweder dem Angreifer oder Marx, wahrscheinlich aber beiden ein Austritt aus der Museumsgesellschaft nahegelegt wurde.

## Veröffentlichungen (Auswahl)
- Ephori Cumaei Fragmenta, Verlag David Raphael Marx, Karlsruhe 1815 (Digitalisat). Anmerkung: Auf Lateinisch verfasste, mit dem Doktordiplom prämierte Preisschrift von Marx, Vorwort von Friedrich Creuzer.

- Pestalozzis neue Methode die alten Sprachen zu lehren, D. R. Marx’sche Buch- und Kunsthandlung, Karlsruhe und Baden 1818  (Digitalisat)

- Lehrgang der Griechischen Sprache in drei Abtheilungen, Marx’sche Buchhandlung, Karlsruhe und Baden 1822 (Digitalisat)

- Ueber das Verhältniß der Mischung zur Form, in: Archiv für die gesamte Naturlehre, 2. Bd., Nürnberg 1824 (Digitalisat)

- Geschichte der Kristallkunde, Marx’sche Buchhandlung, Karlsruhe und Baden 1825 (Digitalisat)

- Die Physikalische Sammlung des Herzoglichen Collegii Carolini in Braunschweig, Braunschweig 1831 (Digitalisat der TU-Braunschweig). Anmerkung: Von S. 8–29 beschreibt Marx seinen eigenen Werdegang bis zur Professur in Braunschweig, zuzüglich einiger seiner naturwissenschaftlichen Schriften.

- Geognostische Skizze der Umgegend von Baden im Großherzogtum, Marx’sche Buch- und Kunsthandlung, Karlsruhe und Baden 1835 (Digitalisat)

- Einige Beobachtungen über das Fulmin, im Anhang zu Th. Hartwig: Untersuchungen über den Bestand und die Wirkungen der explosiven Baumwolle, Braunschweig 1847, S. 31–40. (Digitalisat)